# L'Énigme sacrée

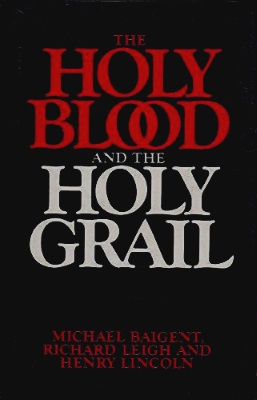
Couverture de l'édition cartonnée de 1982.

 (septembre 2022).
Si vous disposez d'ouvrages ou d'articles de référence ou si vous connaissez des sites web de qualité traitant du thème abordé ici, merci de compléter l'article en donnant les références utiles à sa vérifiabilité et en les liant à la section « Notes et références ».
L'Énigme sacrée (The Holy Blood and the Holy Grail, « La Sainte Lignée et le Saint Graal ») est un essai controversé réalisé en 1982 par trois journalistes britanniques : Henry Lincoln, Michael Baigent et Richard Leigh. La thèse de cet ouvrage a été reprise de manière romancée dans le jeu vidéo Les Chevaliers de Baphomet, Gabriel Knight : Énigme en Pays cathare puis dans le best seller Da Vinci Code.

## Contenu de l'ouvrage
En tentant d'éclaircir l'énigme de Rennes-le-Château et de l'abbé Saunière (années 1885–1917), les trois auteurs se lancent dans une véritable enquête et relient entre eux le Prieuré de Sion et l'histoire des Templiers, des Cathares, de la dynastie des Mérovingiens, du Saint-Graal et les origines du christianisme. 
L’Énigme sacrée véhicule notamment la théorie selon laquelle Jésus aurait eu un enfant avec Marie-Madeleine, et fait de cette dernière un avatar de la Grande Déesse ou Féminin sacré. Il s’agit donc de l'ouvrage qui se trouve à la base des théories sur l'union Jésus/Marie-Madeleine, sur la signification « marie-madeleinistique » du Graal et sur tout ce qui s'ensuit – toutes théories qui s'avèrent donc récentes, contrairement à l'opinion de nombreux lecteurs du Da Vinci Code, best-seller de 2004 dont l'intrigue est inspirée de ces allégations.

## Reprise du thème
L'auteur John Daniel reprend également le thème du livre dans son ouvrage Scarlet and the Beast - A History of the War between English and French Freemasonry (L'écarlate et la bête - Une histoire de la guerre entre la franc-maçonnerie anglaise et française).

## Controverses
Bien que leur travail s'appuie sur de nombreuses références citées en notes en fin d'ouvrage, l'essai de Henry Lincoln, Michael Baigent et Richard Leigh demeure très controversé : tout d'abord parce que les auteurs entretiennent une mystification dont les premières pierres ont été posées par le faussaire et mythomane Pierre Plantard dans les années 1940, sur le Prieuré de Sion, mais aussi parce que certains voient dans L’Énigme sacrée l’instrument d’une propagande néopaïenne et d’une « falsification » de certains éléments de la foi chrétienne[réf. nécessaire]. 
L'enquête faite par Marie-France Etchegoin et Frédéric Lenoir, dans Code Da Vinci : l'enquête a montré le peu de sérieux des thèses développées dans L'Énigme sacrée.

### La controverse sur le Prieuré de Sion
L'Énigme sacrée a tout d'abord été critiqué du fait que toutes les théories que le livre fournit sur le Prieuré de Sion reposent d'une part sur des entretiens des auteurs avec Pierre Plantard, soi-disant grand maître du Prieuré qui reconnut en 1992 avoir fabulé, d'autre part sur les Dossiers secrets d'Henri Lobineau, qui s'avèrent être des faux ayant été créés par ce même mystificateur en 1967[réf. nécessaire].

### Les accusations de propagande néo-païenne
Beaucoup ont dénoncé des intentions anti-chrétiennes et de propagande néopaïenne qui, à leurs yeux, se trouvaient à la source de l'ouvrage. Certains lecteurs jugent toutefois ce scénario comme étant conspirationniste.[réf. nécessaire]